# Cenchrus purpureus
Espèce
Cenchrus purpureus  (syn. Pennisetum purpureum) est une espèce de plantes monocotylédones de la famille des Poaceae (graminées), sous-famille des Panicoideae, originaire d'Afrique tropicale.
Ces plantes originaires des savanes de la zone tropicale de l'Afrique sont des plantes herbacées vivaces de grande taille, stolonifères, aux tiges (chaumes) robustes, dressées ou géniculées ascendantes de 1 à 6 mètres de long, et aux inflorescences en panicules spiciformes. L'espèce est appréciée dans sa zone d'origine comme plante fourragère, mais aussi pour lutter contre l'érosion des sols ou comme brise-vent. Elle s'est naturalisée dans toutes les régions tropicales du monde, souvent à la suite d'introductions volontaires, et se comporte souvent comme une mauvaise herbe des cultures et une plante envahissante agressive.
Noms vernaculairesCanne fourragère, fausse canne à sucre, herbe à éléphant, herbe éléphant, sissongo, z'herbe éléphant, napier. Le nom d'« herbe à éléphant » provient du fait que c'est une des nourritures favorites des éléphants. Le nom de « napier » se réfère à un certain colonel Napier de Bulawayo en Rhodésie (actuel Zimbabwe) qui insista auprès du ministère de l'agriculture de ce pays au début du XXe siècle pour que soit explorée la possibilité d'utiliser cette graminée pour l'élevage du bétail.

## Description

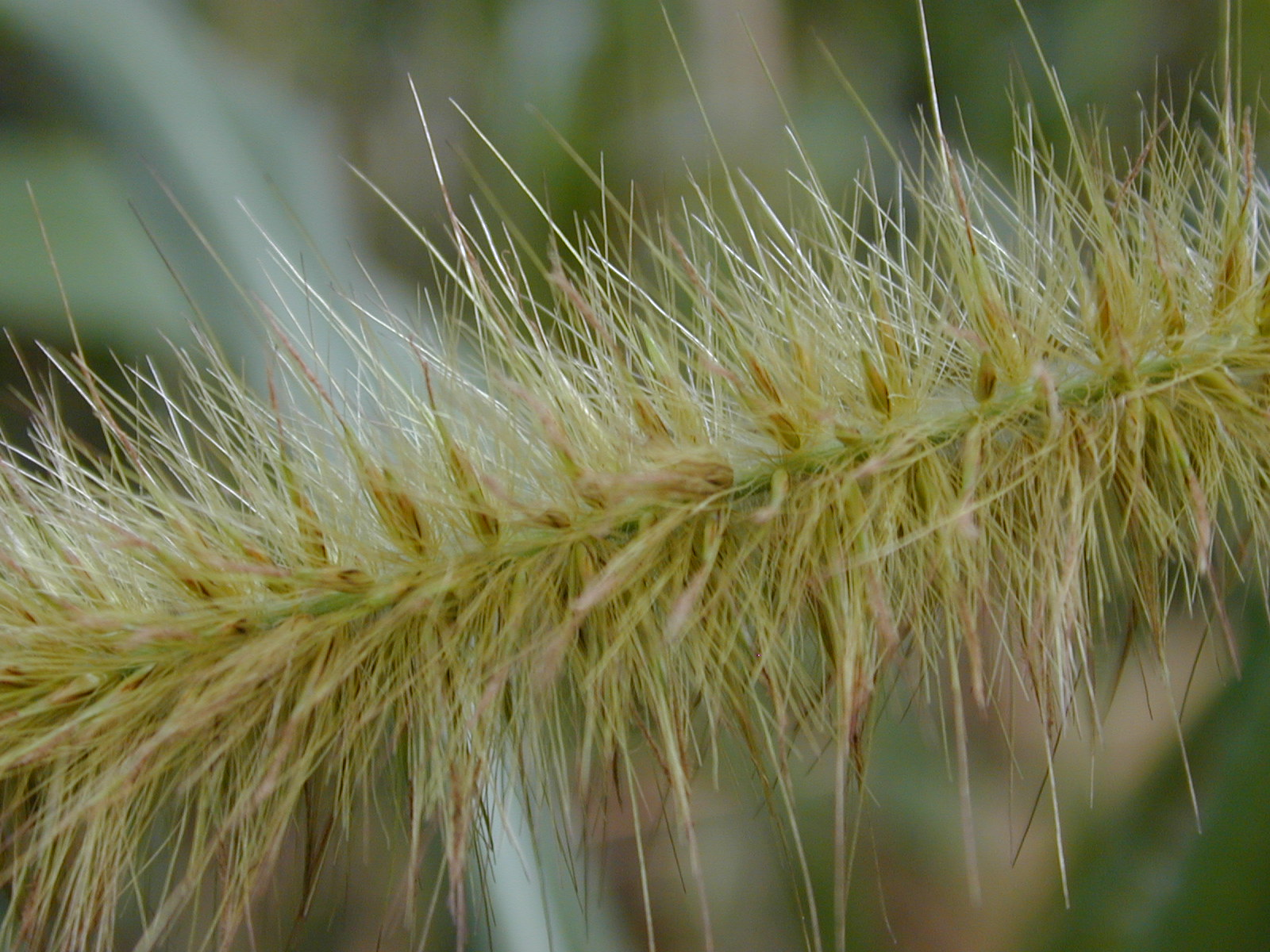
Gros plan sur l'inflorescence.

### Aspect général
La canne fourragère est une plante herbacée vivace de grande taille, stolonifère, avec ou sans rhizomes, poussant en touffes, aux tiges (chaumes) robustes, dressées ou géniculées ascendantes de 1 à 6 mètres de long. Elle forme des touffes épaisses, denses, pouvant atteindre un mètre de large.
Le système racinaire vigoureux, se développe à partir des nœuds des stolons rampants.
La canne fourragère est très semblable en apparence à la canne à sucre (Saccharum officinarum) mais ses feuilles sont plus étroites et ses tiges plus longues. C'est une espèce proche du mil (Pennisetum glaucum) et du kikuyu (Pennisetum clandestinum).

### Feuilles
Les feuilles ont une ligule constituée d'une rangée de poils, d'une longueur de 3 à 5 mm de long, avec un limbe plat, linéaire, de couleur vert-bleuâtre, de 30 à 120 cm de long sur 20 à 40 mm de large, avec un bord finement denté et une nervure centrale proéminente.

### Fleurs
L'inflorescence est une panicule spiciforme compacte, hérissée, linéaire, de 7 à 30 cm de long sur 1 à 3 cm de large, généralement brun-jaunâtre, plus rarement pourpre.
Les épillets sont disposés autour d'un axe velu et sont sous-tendus d'un involucre de soies plumeuses de 2 cm de long. Ils se détachent entiers à maturité.
Les épillets fertiles comptent deux fleurs, le fleuron inférieur stérile, plus rarement mâle, le fleuron supérieur fertile, sans extension du rachillet, lancéolé, comprimé dorsalement de 4,5 à 7 mm de long.
Les glumes sont plus fines que la lemme fertile.
La glume supérieure lancéolée ou ovale, de 0,75 à 3 mm de long, est membraneuse, sans carène, et présente 0 ou 1 nervure.
Les fleurons basaux sont stériles ou mâles, avec une paléole ou sans paléole significative. La lemme des fleurons inférieurs stériles, cartacée et présentant de 2 à 5 nervures, mesure des deux-tiers à 100 % de la longueur de l'épillet.
La lemme fertile de 5 à 7 mm de long, sans carène, à 5 à 7 nervures. Les fleurons présentent 3 anthères, les lodicules sont absents ou à l'état de vestige.

### Fruits
Le fruit est un caryopse (grain) au péricarpe adhérent, ellipsoïde ou ovoïde, comprimé dorsalement, de 1,8 à 2, 2 mm de long, et enveloppé par les glumelles du fleuron.
Ces graines de petites taille (on compte 3 millions de graine par kilogramme) se forment assez rarement, la plante se multipliant beaucoup par voie végétative.

## Distribution
L'aire de répartition originelle de Cenchrus purpureus s'étend en Afrique tropicale dans les pays suivants : 
- Afrique occidentale et centrale : Cameroun, Côte d'Ivoire, Ghana, Guinée, Liberia, Nigeria, Sierra Leone,
- Afrique orientale : Éthiopie, Kenya, Tanzanie, Ouganda,
- Afrique australe : Angola, Malawi, Mozambique, Zambie, Zimbabwe[3].

L'espèce s'est naturalisée dans de nombreuses régions tropicales et subtropicales :
- en Afrique : Maroc, Afrique du Sud et Swaziland, ainsi que dans les îles de l'Atlantique (Macaronésie, Îles de Madère, Îles Canaries) et de l'Océan indien (La Réunion) ;
- en Asie : Chypre, Bhoutan, Inde, Cambodge, Laos, Myanmar, Thaïlande, Vietnam, Indonésie, Malaisie, Philippines, Papouasie-Nouvelle-Guinée, îles Salomon ;
- en Australasie : Australie (Nouvelle-Galles du Sud, Territoire du Nord, Queensland, Australie-Occidentale) et en Nouvelle-Zélande ;
- en Amérique du Nord : Mexique (Campeche, Chiapas, Oaxaca, Tabasco, Veracruz, Yucatan), États-Unis (Texas,  Floride), en Amérique du Sud : Brésil, Guyane française, Guyana, Suriname, Venezuela, Argentine, Paraguay, Uruguay, Bolivie, Colombie, Équateur, Pérou, ainsi qu'en Amérique centrale Belize, Costa Rica, Le Salvador, Guatemala, Honduras, Nicaragua, Panama et dans les Caraïbes : Antigua-et-Barbuda, Cuba, Grenade, Jamaïque, Porto Rico, Sainte Lucie ;
- et dans les îles du Pacifique : Hawaï, Guam, Micronésie, Îles Mariannes du Nord, Palaos, îles Cook, Polynésie française, Fidji, Nouvelle-Calédonie, Niue, Wallis-et-Futuna[3].

### Caractère envahissant
L'espèce est souvent envahissante dans les bas-fonds, sur les berges des rivières et dans les zones humides, notamment en Nouvelle-Calédonie, où elle a été introduite en 1925,.
La lutte contre cette adventice à croissance rapide fait appel à des moyens mécaniques et à des herbicides (notamment l'acide dichloro-2,2 propionique)[réf. nécessaire].

## Taxonomie
L'espèce a été décrite pour la première fois par le botaniste allemand, Heinrich Christian Friedrich Schumacher, et publiée dans son Beskrivelse af Guineiske planter : som ere fundne af Danske botanikere, især af etatsraad Thonning  en 1827.Elle a été renommée Cenchrus purpureus en 2010. En effet une étude phylogénétique basée sur les données relatives à la morphologie et à l'ADN plastidial et nucléaire, publiée dans la revue Annals of Botany, a conclu à la fusion des genres Pennisetum, Cenchrus et Odontelytrum considérés comme constituant un clade monophylétique. Le nom de Cenchrus, prioritaire, a été retenu pour le nouveau genre.

### Synonymes
Selon Catalogue of Life (2 juillet 2017) :
- Pennisetum purpureum Schumach. (basionyme)
- Gymnotrix nitens Andersson
- Pennisetum benthamii Steud.
- Pennisetum benthamii var. nudum Hack.
- Pennisetum benthamii var. sambesiense Hack.
- Pennisetum benthamii var. ternatum Hack.
- Pennisetum blepharideum Gilli
- Pennisetum flavicomum Leeke
- Pennisetum flexispica K.Schum.
- Pennisetum giganteum Regel, nom. illeg.
- Pennisetum gossweileri Stapf & C.E.Hubb.
- Pennisetum hainanense H.R.Zhao & A.T.Liu
- Pennisetum lachnorrhachis Peter
- Pennisetum macrostachyum Benth., nom. illeg.
- Pennisetum nitens (Andersson) Hack.
- Pennisetum pallescens Leeke
- Pennisetum pruinosum Leeke
- Pennisetum purpureum subsp. benthamii (Steud.) Maire & Weiller
- Pennisetum purpureum subsp. flexispica (K.Schum.) Maire & Weiller

### Liste des sous-espèces
Selon Tropicos (2 juillet 2017) (Attention liste brute contenant possiblement des synonymes) :
- sous-espèce Pennisetum purpureum subsp. benthamii (Steud.) Maire & Weiller
- sous-espèce Pennisetum purpureum subsp. flexispica (K. Schum.) Maire & Weiller
- sous-espèce Pennisetum purpureum subsp. purpureum

## Utilisation

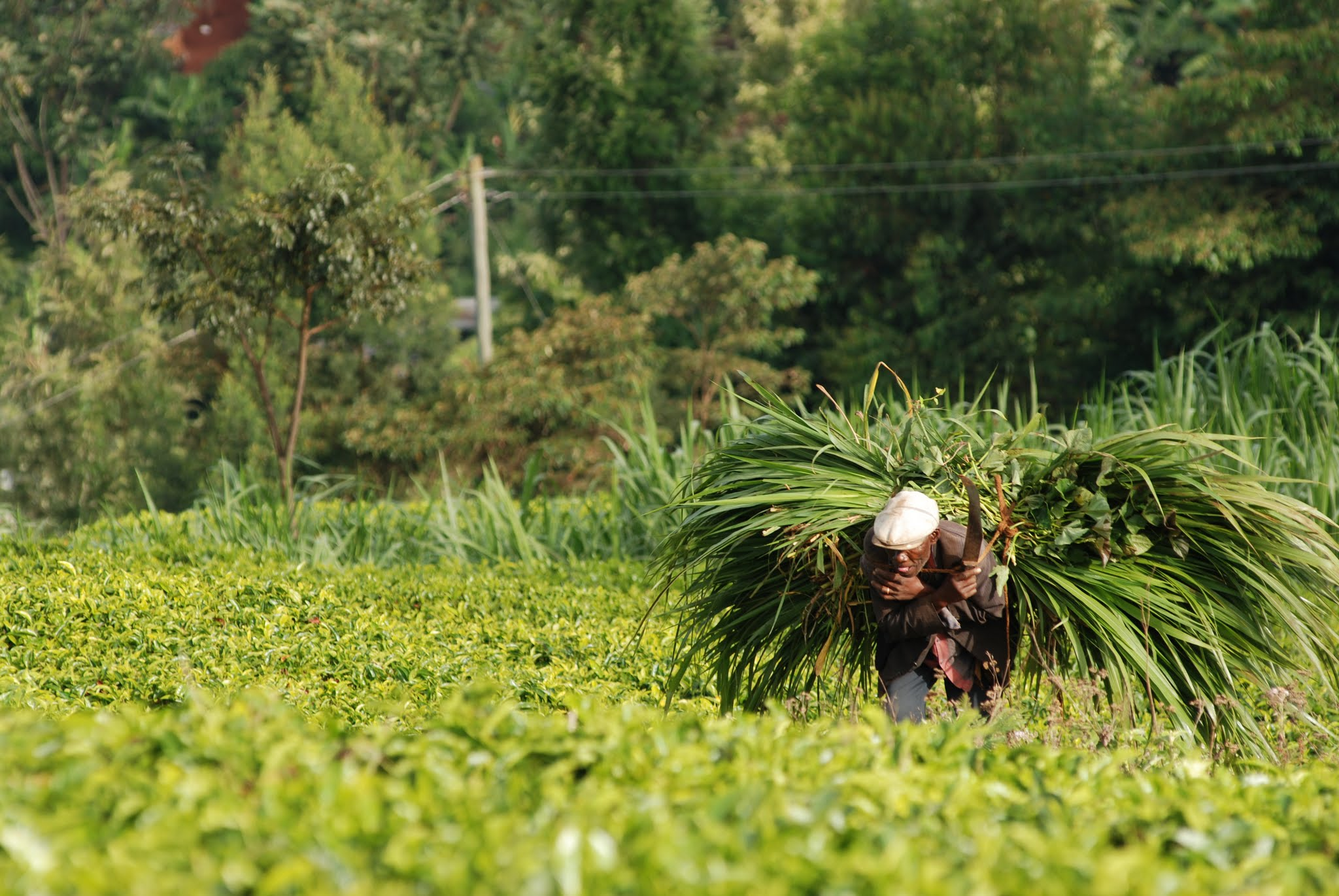
Paysan du Kenya récoltant la plante pour son bétail

Pennisetum purpureum  a une très haute productivité, à la fois comme fourrage pour le bétail et comme culture énergétique.
Elle craint le gel mais est habituellement récoltée avant l'hiver pour être brûlée dans les centrales électriques.
Elle a été proposée comme contre-mesure à la pyrale du maïs en Amérique du Nord : le maïs peut être intercalé avec du Desmodium, qui agit en tant que répulsif de la pyrale du maïs, en l'entourant d'herbes à éléphant, qui attirent les pyrale adultes afin qu'elles déposent leurs œufs sur ces herbes et non sur le maïs. L'efficacité de cette technique est discutée.
Elle a été plantée au Kenya sur des terrasses artificielles pour lutter contre l'érosion des sols, selon John Seymour[Qui ?], et a le rôle de plante-piège dans la technique du chasser-charmer (push-pull).
L'espèce permet également de fixer les berges et de protéger les cultures en cas d'inondation.